# Альфа-банк (Беларусь)
ЗАО «Альфа-банк» (бел. ЗАТ «Альфа-Банк») — белорусский коммерческий банк, часть международного финансового консорциума «Альфа-групп». Входит в десятку (из 23-х) крупнейших банков Беларуси (среди частных банков — третий) по объёму активов по данным рейтингов Национального банка РБ.

## История
В январе 1999 года в Республике Беларусь было учреждено ЗАО «Банк международной торговли и инвестиций» (ЗАО «Межторгбанк»). В мае 2008 года, по данным рейтинга «Интерфакс-1000», банк занял 11-е место по объёму активов среди 27 действующих банков Республики Беларусь.
18 июня 2008 года СМИ сообщили о покупке 38,94 % акций «Межторгбанка» консорциумом «Альфа-групп» у Национального банка РБ, а 9 июля общая доля консорциума была доведена до 88 %. Суммарная стоимость сделки составила $27,74 млн. 13 ноября 2008 года «Банк международной торговли и инвестиций (ЗАО „Межторгбанк“)» сменил название на ЗАО «Альфа-банк», получив лицензию от Нацбанка РБ.

19 декабря 2012 года пресс-служба «Альфа-банка» сообщила о завершении сделки по приобретению «Белросбанка», 99,99 % акций которого ранее владело ОАО АКБ «Росбанк» (Москва). Сумма сделки сторонами не разглашалась. Поглощение «Белросбанка» позволило белорусскому «Альфа-банку» почти вдвое увеличить активы и количество клиентов, и втрое — сеть офисов продаж. Председатель совета директоров банковской группы «Альфа-банк» Петр Авен, комментируя факт сделки, заявил: 
Покупка «Белросбанка» — это подтверждение планов долгосрочного присутствия Альфа-Банка на белорусском рынке и очередной шаг к расширению присутствия банковской группы на финансовых рынках стран СНГ.
 Бывший «Белросбанк» был переименован в «Альфа-банк финанс» и обрёл статус филиала, а 29 ноября 2013 года был окончательно объединён с «Альфа-банком» на единой технологической платформе: структура получила название ЗАО «Альфа-банк», которое сохраняет по сей день.
25 апреля 2018 года «Альфа-банк» в Беларуси перешёл на собственный процессинговый центр.
На белорусском рынке также работает лизинговая компания «А-Лизинг» с участием ABH BELARUS LIMITED и Spensiamo Ventures Limited.

### Логотип компании
Логотипом является красная буква «А», внизу красная полоска, рядом название «Альфа-Банк» красными буквами и жирным шрифтом с большими буквами «А» и «Б».

## Собственники и руководство
На февраль 2020 года консорциуму «Альфа-групп» принадлежит 99,9 % акций ЗАО «Альфа-банк».
Акционеры банка, владеющие более 5 % акций:
- Компания с ограниченной ответственностью ABH BELARUS LIMITED, Кипр — 64,456687 %
- АО «Альфа-банк», Россия — 35,534785 %

С 29 января 2018 года председателем правления ЗАО «Альфа-банк» является Валерий Смоляк, сменивший ушедшего 1 сентября 2017 года Игоря Катибникова и исполнявшего обязанности председателя Станислава Пархимовича. Главный управляющий директор - Малышев Сергей Владимирович .

## Деятельность
«Альфа-банк» в Беларуси работает как с физическими, так и с юридическими лицами. В основу стратегии развития банка заложена философия digital. «Альфа-банк» развивает свои каналы дистанционного обслуживания — мобильный и интернет-банк — для физических лиц и бизнеса.
«Альфа-банк» первым на белорусском рынке представил мобильный банк для бизнеса с возможностью платежей. Сегодня с помощью мобильного приложения предприниматели могут совершать платежи, контролировать счета и даже выплачивать зарплату сотрудникам со смартфона без ключа ЭЦП.
Для физических лиц «Альфа-банк» развивает мобильный банк InSync, с помощью которого можно стать клиентом банка без посещения отделения: в приложении использована авторизация при помощи МСИ, а также реализована доставка карт почтой в защищённом конверте.
На январь 2024 года у банка функционирует 31 отделение и 16 офисов продаж .

#### Apple Pay
В декабре 2019 года «Альфа-банк» один из первых в Беларуси представил для держателей своих карт сервис Apple Pay. За месяц к сервису подключились около 40 тысяч клиентов-держателей карт «Альфа-банка».

### Показатели деятельности
По итогам 2019 года «Альфа-банк» вошёл в пятёрку лидеров по прибыли: за год этот показатель вырос на 70,5 %, до Br92,5 млн.
В 2019 году уставный капитал составил Br151 061 тыс. По данным отчётности банка по стандартам МСФО на 31 декабря 2018 ключевые показатели деятельности составили: активы — Br2,530,677 тыс., чистая прибыль — Br92,5 млн, кредитный портфель — Br1 529 803.
С 1 января 2024 года Национальный банк Республики Беларусь включил «Альфа-банк» в список системно значимых банков на 2024 год. Регулятор отнёс «Альфа-банк» ко I группе системно значимых банков, которые должны выполнять особые требования, чтобы обеспечить дополнительный запас прочности.

### Рейтинговые оценки
Рейтинговое агентство АКРА в 2023 году присвоило банку рейтинговую оценку BBB-(RU) по национальной шкале и B+ по международной шкале. Обе оценки подтверждены в 2024 и 2025 годах.

## Награды
- Возможность протестировать мобильное приложение InSync Air неклиентам банка была признана лучшей инновацией в номинации Mobile Banking премии The Innovators 2021 от журнала Global Finance.
- Приложение для бизнес-клиентов «Альфа-Бизнес Мобайл 2.0» стало лучшим в Беларуси и 7 в СНГ по итогам 2021 года по версии SME Banking Club[23].
- Обладатель гран-при конкурса «Банк года — 2020»[24] — Альфа-Банк. Кроме главного приза премии Альфа-Банк выиграл в номинациях «Банк года-2020: Лучший среди средних», «Топ-менеджер-2020» и «Банк с иностранным капиталом-2020».
- Альфа-Банк уже второй год подряд в финале премии Effie Awards Belarus 2020[25] в области эффективного маркетинга. Наш проект «Альфа-Хаб» получил золото в категории «Positive change/Вклад в общество и устойчивое развитие. Бренды».
- World’s Best Digital Banks 2020. Альфа-Банк второй год подряд входит в число лучших цифровых банков Восточной и Центральной Европы. Так, издание Global Finance признало Альфа-Банк лучшим цифровым банком Беларуси для розничных и корпоративных клиентов.
- Интернет-банк для бизнеса «Альфа-Бизнес Мобайл» признан лучшим в Беларуси по версии международной ассоциации SME Banking Club в 2020 году.
- В 2020 году Альфа-Банк получил премию The Innovators 2020 от журнала Global Finance за сервис «Индивидуальный курс» в InSync — FX Order.
- Best Bank in Belarus. В 2020 году финансовый журнал Euromoney отметил Альфа-Банк за инновационность и способность адаптироваться, готовность отвечать потребностям клиентов. Эксперты дали награду Альфе «за выдающийся рост и приверженность к цифровой трансформации». Жюри отдельно выделило первый в стране банковский OpenAPI и возможность для предпринимателей открыть счёт в банке через мобильное приложение.
- Финансовые журналы Global Finance и Euromoney отметили Альфа-Банк за реакцию на глобальный пандемический кризис в 2020 году. Банк, который сделал все возможное, чтобы помочь своим клиентам, защитить своих сотрудников и оказать жизненно важную поддержку обществу в целом.
- В номинации «Топ менеджер — 2019» премии «Банк года — 2019[26]» победил председатель правления Альфа-Банка Валерий Степанович Смоляк.
- В октябре 2019 года «Альфа-Банк» получил награду «Банка развития» в номинации «За активное использование кредитной линии Всемирного банка для поддержки предприятий малого и среднего бизнеса».
- Проект Альфа-Банка «InSync Now» признан лучшим в мире в категории «Социальные медиа» в рамках премии The Banker’s Tech Project Awards 2019, организованной британским журналом The Banker.
- В 2019 году авторитетный британский журнал Euromoney вручил Альфа-Банку премию «Лучший банк Беларуси 2019» за стремительный рост в мобильной сфере.
- «Альфа-Банк» стал четвёртым банком в мире, выпустившим в 2018 году кобрендовую карту лояльности Alfa-AliExpress совместно с гигантом электронной коммерции AliExpress (Alibaba Group). Данный продукт получил премию платёжной системы Visa в номинации «Совместный бренд года в Беларуси».
- В 2018 году Альфа-Банк стал лидером белорусского рынка факторинга, увеличив за 9 месяцев 2018 года кредитный портфель в 2,4 раза. В 2018 году Visa вручила «Альфа-Банку» премию в номинации «Лидер года» в номинации «Продукты» за запуск карты рассрочки «Красная карта».
- Альфа-Банк стал первопроходцем в поддержке клиентов через чат без скриптов и фиксированного списка тем общения. Популярность такого подхода среди клиентов привела к тому, что в 2018 году Альфа-Банк вошёл в глобальный топ Zendesk.
- В 2018 году «Альфа-Банк» вошёл в число 150 лучших финансовых организаций мира. Авторитетный европейский журнал The Banker впервые вручил банку премию «Банк года в Беларуси»[27].

## Санкции
22 ноября 2022 года, на фоне вторжения России на Украину, банк попал под санкции Канады, так как банк является представителем сектора экономики, «критически важного для режима Лукашенко и его нынешней политики, угрожающей безопасности Украины и украинцев».
3 октября 2024 года Соединенное Королевство Великобритании и Северной Ирландии ввело санкции в отношении «Альфа-банка».